# Pouancé
Pouancé is een plaats en voormalige gemeente in het Franse departement Maine-et-Loire in de regio Pays de la Loire. De plaats maakt deel uit van het arrondissement Segré.

## Geschiedenis
Pouancé was de hoofdplaats van het kanton Pouancé totdat dit op 22 maart 2015 werd opgeheven en de gemeenten werden opgenomen in het kanton Segré. Op 15 december 2016 fuseerden 10 van de 14 gemeenten van het voormalige kanton tot de commune nouvelle Ombrée d'Anjou, waarvan Pouancé de hoofdplaats werd.

## Geografie
De oppervlakte van Pouancé bedraagt 48,9 km², de bevolkingsdichtheid is 67,6 inwoners per km².
De onderstaande kaart toont de ligging van Pouancé met de belangrijkste infrastructuur en aangrenzende gemeenten.

## Demografie
Onderstaande figuur toont het verloop van het inwonertal.
Chanveaux · La Chapelle-Hullin · Chazé-Henry · Combrée · Grugé-l'Hôpital · Noëllet · Pouancé · La Prévière · Saint-Michel-du-Bois · Le Tremblay · Vergonnes